# العلاقات المدغشقرية الموريشيوسية
العلاقات المدغشقرية الموريشيوسية هي العلاقات الثنائية التي تجمع بين مدغشقر وموريشيوس.

## مقارنة بين البلدين
هذه مقارنة عامة ومرجعية للدولتين:
| وجه المقارنة                                              | مدغشقر                      | موريشيوس                 |
| --------------------------------------------------------- | --------------------------- | ------------------------ |
| المساحة (كم2)                                             | 587.04 ألف                  | 2.04 ألف                 |
| عدد السكان (نسمة)                                         | 25.57 مليون                 | 1.26 مليون               |
| الكثافة السكانية (ن./كم²)                                 | 43.56                       | 617.65                   |
| العاصمة                                                   | أنتاناناريفو                | بورت لويس                |
| اللغة الرسمية                                             | اللغة الملغاشية، لغة فرنسية | لغة إنجليزية، لغة فرنسية |
| العملة                                                    | أرياري مدغشقري              | روبي موريشي              |
| الناتج المحلي الإجمالي (بليون دولار)                      | 11.50 مليار                 | 13.34 مليار              |
| الناتج المحلي الإجمالي (تعادل القوة الشرائية) بليون دولار | 35.51 مليار                 | 25.36 مليار              |
| الناتج المحلي الإجمالي الاسمي للفرد دولار أمريكي          | 401                         | 9.25 ألف                 |
| الناتج المحلي الإجمالي للفرد دولار أمريكي                 | 1.44 ألف                    | 18.59 ألف                |
| مؤشر التنمية البشرية                                      | 0.510                       | 0.777                    |
| رمز المكالمات الدولي                                      | +261                        | +230                     |
| رمز الإنترنت                                              | .mg                         | .mu                      |
| المنطقة الزمنية                                           | ت ع م+03:00                 | ت ع م+04:00              |

## مدن متوأمة
في ما يلي قائمة باتفاقيات التوأمة بين مدن مدغشقرية وموريشيوسية:
- ترتبط أنتسيرابي مع فاكوس-فينيكس باتفاقية توأمة.

## منظمات دولية مشتركة
يشترك البلدان في عضوية مجموعة من المنظمات الدولية، منها:
| علم المنظمة | اسم المنظمة                                 | تاريخ انضمام مدغشقر | تاريخ انضمام موريشيوس |
| ----------- | ------------------------------------------- | ------------------- | --------------------- |
|             | لجنة المحيط الهندي                          | ?                   | ?                     |
|             | البنك الإفريقي للتنمية                      | ?                   | ?                     |
|             | المركز الدولي لتسوية المنازعات الاستشارية   | 14 أكتوبر 1966      | 2 يوليو 1969          |
|             | مؤسسة التنمية الدولية                       | 25 سبتمبر 1963      | 23 سبتمبر 1968        |
|             | مجموعة التنمية لأفريقيا الجنوبية            | ?                   | ?                     |
|             | مؤسسة التمويل الدولية                       | 27 سبتمبر 1963      | 23 سبتمبر 1968        |
|             | الاتحاد البريدي العالمي                     | ?                   | ?                     |
|             | البنك الدولي للإنشاء والتعمير               | 25 سبتمبر 1963      | 23 سبتمبر 1968        |
|             | منظمة التجارة العالمية                      | ?                   | ?                     |
|             | منظمة حظر الأسلحة الكيميائية                | ?                   | ?                     |
|             | الفريق المعني برصد الأرض                    | ?                   | ?                     |
|             | الأمم المتحدة                               | 20 سبتمبر 1960      | 24 أبريل 1968         |
|             | مجموعة دول أفريقيا والكاريبي والمحيط الهادئ | ?                   | ?                     |
|             | الاتحاد الأفريقي                            | ?                   | ?                     |
|             | وكالة ضمان الاستثمار متعدد الأطراف          | 8 يونيو 1988        | 28 ديسمبر 1990        |
|             | منظمة الشرطة الجنائية الدولية               | ?                   | ?                     |
|             | يونسكو                                      | 10 نوفمبر 1960      | 25 أكتوبر 1968        |
|             | الاتحاد الدولي للاتصالات                    | 11 مايو 1961        | 30 أغسطس 1969         |